# Whitchurch (Bath and North East Somerset)
Whitchurch – wieś i civil parish w Anglii, w Somerset, w dystrykcie (unitary authority) Bath and North East Somerset. W 2011 civil parish liczyła 1354 mieszkańców.